# Liste der Mitglieder im 1. Inatsisartut
Das 1. Inatsisartut wurde nach der Parlamentswahl in Grönland 1979 gebildet und war bis 1983 im Amt.

## Aufbau
- S: 13
- A: 8

| Partei | Partei  | Abgeordnete zu Beginn der Legislaturperiode | Abgeordnete zum Ende der Legislaturperiode | Abgänge          | Zugänge         |
| ------ | ------- | ------------------------------------------- | ------------------------------------------ | ---------------- | --------------- |
|        | Siumut  | 13                                          | 13                                         | keine            | keine           |
|        | Atassut | 8                                           | 8                                          | Lars Godtfredsen | Agnethe Nielsen |
| Gesamt | Gesamt  | 21                                          | 21                                         |                  |                 |

## Parlamentspräsidium
Bis 1988 gab es kein Parlamentspräsidium. Der Regierungschef war qua Amt auch Parlamentspräsident.

## Abgeordnete
Es wurden folgende Personen gewählt. Personen, die zum Ende der Legislaturperiode nicht mehr im Amt waren, sind grau markiert:
| Wahlkreis           | Mitglied             | Geburtsjahr | Partei | Partei  | Anmerkung                                 |
| ------------------- | -------------------- | ----------- | ------ | ------- | ----------------------------------------- |
| Ammassalik          | Anders Andreassen    | 1944        |        | Siumut  |                                           |
| Mittelgrönland      | Thue Christiansen    | 1940        |        | Siumut  |                                           |
| Upernavik           | Bendt Frederiksen    | 1939        |        | Siumut  |                                           |
| Ittoqqortoormiit    | Aage Hammeken        | 1934        |        | Siumut  |                                           |
| Thule               | Sofus Joelsen        | 1945        |        | Siumut  |                                           |
| Mittelgrönland      | Lars Emil Johansen   | 1946        |        | Siumut  |                                           |
| Diskobucht          | Preben Lange         | 1948        |        | Siumut  |                                           |
| Südgrönland         | Jonathan Motzfeldt   | 1938        |        | Siumut  | Parlamentspräsident                       |
| Südgrönland         | Hendrik Nielsen      | 1942        |        | Siumut  |                                           |
| Südgrönland         | Niels Nielsen        | 1929        |        | Siumut  |                                           |
| Uummannaq           | Pavia Nielsen        | 1936        |        | Siumut  |                                           |
| Mittelgrönland (AM) | Moses Olsen          | 1938        |        | Siumut  |                                           |
| Diskobucht          | Frederik Rosbach     | 1940        |        | Siumut  |                                           |
| Mittelgrönland      | Lars Chemnitz        | 1925        |        | Atassut |                                           |
| Mittelgrönland      | Anguteeraq Davidsen  | 1931        |        | Atassut |                                           |
| Südgrönland (AM)    | Lars Godtfredsen     | 1933        |        | Atassut | Lars Godtfredsen trat im Mai 1981 zurück. |
| Mittelgrönland      | Niels Carlo Heilmann | 1927        |        | Atassut |                                           |
| Südgrönland         | Peter Ostermann      | 1939        |        | Atassut |                                           |
| Ammassalik (AM)     | Jakob Sivertsen      | 1943        |        | Atassut |                                           |
| Diskobucht          | Konrad Steenholdt    | 1942        |        | Atassut |                                           |
| Diskobucht          | Otto Steenholdt      | 1936        |        | Atassut |                                           |
| Stellvertreter      |                      |             |        |         |                                           |
| Südgrönland (AM)    | Agnethe Nielsen      | 1925        |        | Atassut | 1. Stellvertreterin für Lars Godtfredsen  |